# 基礎設施投資和就業法
基礎設施投資和就業法（英語：Infrastructure Investment and Jobs Act）（H.R.3684），原稱投资于美国环境和地面运输新愿景法（英語：Investing in a New Vision for the Environment and Surface Transportation in America Act）或简称投资美国法（英語：INVEST in America Act），是第117届美国国会提出的法案。
该法案是一项7150亿美元的基础设施一揽子计划，包括与联邦援助公路、交通、公路安全、汽车运输、研究、危险材料和运输部（DOT）铁路计划相关的条款。2021年7月1日，眾议院通過H.R.3684。参议院领导人同意将其作为立法项目，用于可能的跨党派基础设施一揽子计划，该计划由参议员罗伯·波特曼和克里斯滕·希尼玛领导进行谈判。2021年8月10日，参议院表決通過。眾議院通過的HR.3684版本的最初發起人、國會議員DeFazio稱參議院兩黨提案將取代他的法案。

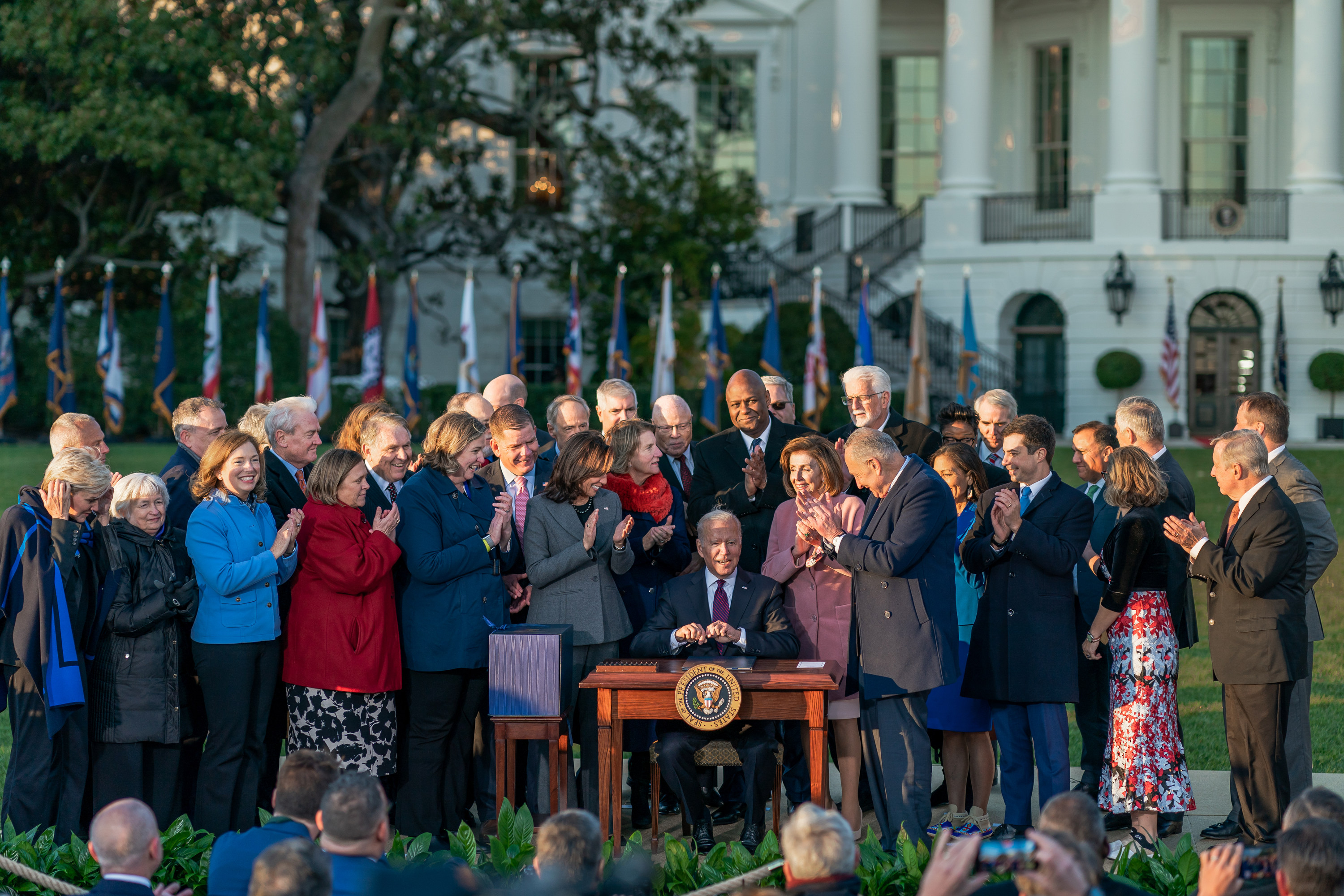
拜登總統於 2021 年 11 月 15 日簽署《基礎設施投資和就業法》

2025年1月23日，總統特朗普上任後簽署行政命令，宣佈凍結基建法案及其他公共援助資金，但其後遭到法官駁回，目前正在陷入訴訟之中。

## 影響

### 基建規模
在《基礎設施投資和就業法案》簽署兩周年後，負責督導基建案實施的紐奧良前市長蘭德魯(Mitch Landrieu)指出目前已宣布的基建項目包括機場、橋梁、道路、建造更多電動車充電站、建立高速互聯網等，總價值超過4000億元，涵蓋全部50個州、哥倫比亞特區以及美洲原住民部落地區，涉及4500多個社區共4萬個項目。

### 大型基建項目
2023年以來啓動的大型基建項目包括:
- 2.5 億美元用於改善辛辛那提和肯塔基州之間俄亥俄河上的布倫特·斯彭斯大橋；
- 2.92 億美元用於幫助完成紐約市外新哈德遜河隧道混凝土套管的最後一段；
- 7800 萬美元用於費城羅斯福大道多式聯運項目；
- 1.5 億美元用於更換路易斯安那州查爾斯湖的I-10 號州際公路卡爾克蘇河大橋；
- 1.1 億美元用於更換北卡羅來納州的鱷魚河大橋，使外灘群島的旅遊現代化；
- 6000 萬美元用於改善密西西比州 I-10 貨運走廊；
- 2,100 萬美元用於改善肯塔基州 KY 15 號公路；
- 2,480 萬美元用於路易斯安那州新奧爾良的市交通中心；
- 5000萬美元用於改善佛羅裡達州奧蘭多國際機場的擴建工程；
- 1.04 億美元用於改善密西根州底特律 I-375 社區重建計畫；
- 2,500萬美元用於弗吉尼亞州的巴士及巴士設施
- 1,900 萬用於新罕布夏州的再生能源設施更新

### 各式基建項目
2024年11月為止落實或正在推行的項目:
- 向全國 66,000 多個項目投資 5,680 億美元
- 讓超過 2,100 萬低收入家庭能夠透過平價連線計畫(ACP)獲得免費或折扣的高速網路服務；
- 更換飲用水鉛管36.7萬根，惠及近100萬人，並持續投入資金用於更多更換工作
- 改善 196,000 英里的道路，並啟動了  11,400 多個橋樑修復項目，提高了安全性並重新連接了全國各地的社區；
- 提供資金部署 4,600 多輛低排放、零排放的美國製造公車，使美國道路上的公車數量增加一倍，並資助約 2,400 輛採用清潔能源的校車；
- 為 580 個港口和航道項目提供資金，以加強供應鏈、加快貨物流動、降低成本並減少溫室氣體排放；
- 對 400 多個機場航站樓項目進行了投資，以實現航站樓的現代化和擴建，其中超過 200 個正在建設中或已完工；
- 斥資 500 億美元的公共和私營部門投資，建立了七個世界級的區域清潔氫能中心；
- 啟動了 6,000 多個項目，幫助社區增強抵禦氣候變遷和網路攻擊等威脅的能力；
- 資助了近 2,400 個水循環利用、儲存、保護、海水淡化等項目，以提高西部地區的抗旱能力
- 為全國 1,200 多個飲用水和廢水處理項目提供了資金；
- 透過基礎設施法和其他來源清除了 1800 萬英畝土地上的危險燃料材料，以保護社區免受野火的侵害
- 資助了近 2,400 個水回收、儲存、保護、海水淡化和其他目的項目，以提高西部地區的抗旱能力；
- 清理了9,600多個被堵塞的廢棄油氣井，解決遺留污染問題；
- 為 95 個先前未獲資助的「超級基金」項目提供資金，清理長期積壓的項目，以清理受污染場地並促進環境正義。[9][10]

### 充電站投資
拜登在法案中許下到2030年在全美建成至少50萬座電動汽車公共充電站的承諾，并撥款75億美元修建公共充電站。直至2024年任期結束前，一共修建好214 個充電樁投入運營，另外有24,800 個項目正在進行中。而得益於私人市場資本的投資旺盛，到2024年尾美國已擁有超過 204,000 個可公開使用充電端口和站點，較2021年的95,402個成長超過一倍。2025年，特朗普上任後凍結了新的投資充電站資金，公私營充電站的成長速度大幅放緩，但到2025年5月仍增至219,014個，凍結資金的決定受到加州在內的16個州起訴。

## 評價
有學者認為該法案深受社會自由主義（social liberalism）影響，是試圖通過政府在基礎建設領域大量投資來創造就業職位、提振經濟發展。該法案同時強調了政府負責預算分撥(第11109條)、可持續發展(第11403條)、社會公平(第20520條)、加速供應鏈遷回美國本土(第70912條)等。